# كلوستريديوم حلقي التقطيع
كلوستريديوم أوربيسكندنس أو كلوستريديوم حلقي التقطيع  هو نوع من البكتيريا من فصيلة كلوستريدياسيا.